# بوتير
بوتير (1730 - )  (بالإنجليزية: Potter)‏ هو لاعب كريكت بريطاني. لعب مع Kent County Cricket Club ‏ وDartford Cricket Club ‏ وKent county cricket teams ‏.